# Присутствені місця (Харків)
Присутствені місця (також Присутні місця; будівля установ управління Харківської губернії; Будинок Окрвиконкому; Всеукраїнський будинок Червоної Армії ім. К. Е. Ворошилова) — не збережена будівля в центрі міста Харкова у західній частині Соборної площі, біля кромки Університетської гірки.
Будівлю споруджено у 1785—1805 рр., реконструйовано у 1850-х, повторно реконструйовано і розширено у 1930-х роках, сильно пошкоджена (1941—1943 рр) у подіях Другої Світової війни; розібрана, як така, що не підлягає відновленню на початку 1950-х.

## Присутствені місця (до 1917 року)
У XVIII столітті навпроти Успенського собору на Університетській гірці були побудовані шість одноповерхових будівель палат присутствених місць за проектом архітектора П. А. Ярославського. У 1785 році старі дерев'яні будинки знесли, а на їх місці було розпочато будівництво дво-триповерхового кам'яного будинку присутствених місць, ймовірно, за проектом італійського архітектора Джакомо Антоніо Доменіко Кваренгі. Але будівництво стало довгобудом, і в процесі будівництва в проект були внесені зміни петербурзьким архітектором Андреяном Дмитровичем Захаровим. У 1805 році в будинок перевели Губернське правління, незважаючи на те, що будівля так і не була остаточно добудована. Будівля мала увігнутий напівкруглий фасад. З його будівництвом була остаточно сформована Соборна площа.
У 1850 році губернатором С. А. Кокошкіним було прийнято рішення про знесення недобудованого будинку. І протягом 1850—1854 років на його місці був побудований новий будинок Присутствених місць. Нова будівля була повністю триповерховою і мала, на відміну від попередньої, прямий фасад. Після жовтневого перевороту в ньому розташувалися різні організації, в тому числі Харківський губком КП(б)У, губвиконком, губернський комітет комсомольців. Також розміщувався виконком Харківської Ради робітничих і солдатських депутатів. У 1928 році всі організації перевели у будівлю Держпрому.
|                                                                     | |                                                                                              |
| Креслення кінця XVIII століття проекту будівлі Присутствених місць. | Вид Присутствених місць на початку XIX століття від Університетської вулиці з північної частини Соборної площі. Ліворуч бачимо стару дзвіницю Успенського собору. | Гравюра XVIII століття з видом Присутствених місць із зворотного боку (з Сергіївської площі) |

| | |                            |
| Вид з південного боку Соборної площі. На передньому плані ліворуч видно газовий ліхтар вуличного освітлення. З самого краю ліворуч бачимо початок двоповерхового хімічного корпусу Харківського університету. | По центру будівлі надбудовано невисокий фронтон. Вже використовується електричне вуличне освітлення. Праворуч видно куполи храмів Покровського монастиря. | Центральна частина фасаду. |

## Будинок Червоної Армії
У 1932—1933 роках будівлю було реконструйовано та добудовано архітекторами А. А. Тациєм, В. Ю. Каракісом, О. М. Касьяновим та художником В. Г. Меллером. В деяких місцях також згадується співавторство архітектора М. Ф. Покорного. Реконструкція фасаду та добудова нового крила виконані в стилі конструктивізму. Після реконструкції в будівлі розмістився Всеукраїнський Будинок Червоної Армії імені К. Е. Ворошилова. У будинку також знаходився глядацький зал на 1200 місць.
|                                                          |                   |
| Афіша концерту Давида Ойстраха в Будинку РСЧА, 1938 рік. | Бідність не порок |

Під час німецько-радянської війни в жовтні 1941 упродовж Першої битві за Харків Будинок Червоної армії, перебуваючи на Університетській гірці, був одним з вузлів оборони міста. В результаті бойових дій будівлю було значно пошкоджено й вона після цього простояла близько десяти років без використання. На початку 50-х років будинок розібрали а на його місці у 1954 році розбили сквер «Вічний вогонь». а у 1957 р. відкрили Пам'ятник борцям Жовтневої революції (тепер Пам'ятник Героям, які поклали голову за незалежність та свободу України), 1958 року в сквері урочисто запалили Вічний вогонь.
| |                                                                                     |                |
| Вигляд будівлі у 1940-х роках після руйнувань від бойових дій. Праворуч видно Олександрівську дзвіницю Успенського собору | Вид з південної частини Соборної площі. Ліворуч видно хімічний корпус Університету. | Вид по центру. |

## Цікаві факти

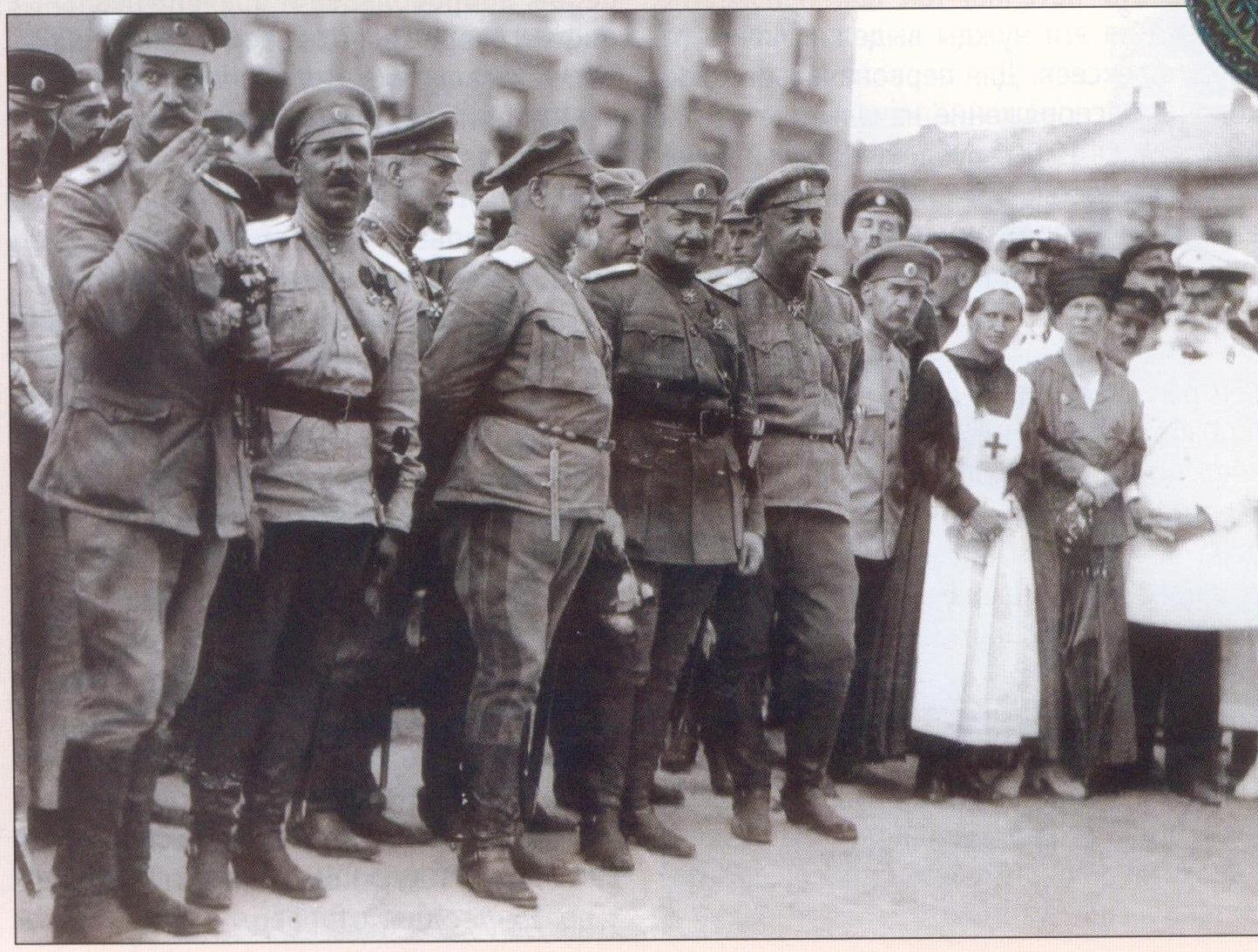
Вищі чини ЗСПР, в тому числі генерали Денікін та Романовський, на тлі будівлі присутствених місць під час параду 5 липня (22 червня ст. ст.) 1919 року.

- У будинку часто проходили концерти відомих виконавців для воїнів Харківського військового округу.
- У будівлі так само проходили виставки, такі як наприклад «Передвиборна виставка» у 1938 році з нагоди 20-річчя УРСР[10][11].
- У вересні—жовтні 1941 р. в будинку експонувалася картина Івана Шульги, де у вигляді васнєцовських Трьох богатирів були зображені Сталін, Ворошилов і Будьонний[9]. Доля картини після окупації Харкова невідома.